# Sivacrypticus latipes
Sivacrypticus latipes is een keversoort uit de familie Archeocrypticidae. De wetenschappelijke naam van de soort is voor het eerst geldig gepubliceerd in 1979 door Kaszab.